# Anni 220
Gli anni 220 sono il decennio che comprende gli anni dal 220 al 229 inclusi.

## Personaggi
- Sallustia Orbiana, moglie di Alessandro Severo, mandata in esilio in Libia dopo il tradimento e l'esecuzione del padre Seio Sallustio
- Nascita di Erennio Etrusco.
- Nascita di Gaio Giulio Vero Massimo.